# Кантон (атолл)
Ка́нтон (англ. Canton Island или англ. Kanton Island) или Абарири́нга (на языке кирибати) — самый большой и самый северный атолл в архипелаге Феникс (Кирибати). Численность населения — 41 человек (2005). По переписи 2010 года на острове проживали 31 человек (17 мужчин и 14 женщин). Название единственного поселения — Кантон или Тебаронга. Площадь — 9,15 км².

## География
| 1947 | 1963  | 1985 | 1990 | 1995 | 2000 | 2005 | 2010 | 2015 | 2020 |
| ---- | ----- | ---- | ---- | ---- | ---- | ---- | ---- | ---- | ---- |
| 984  | ↗1018 | ↘24  | ↗45  | ↗83  | ↘61  | ↘41  | ↘31  | ↘20  | ↗41  |

На западе ширина атолла составляет 7,2 км, к юго-восточной точке Кантон сужается. Длина острова — 14,4 км. Атолл представляет собой лагуну, окружённую полосой суши шириной от 46 до 548 м. Пляж острова, состоящий из обломков кораллов и кораллового песка, резко поднимается до высшей точки Кантона, которая представляет собой совершенно плоскую местность. У лагуны пляж находится ниже уровня океана.
Большая часть суши на Кантоне покрыта травами и низкорослыми кустарниками. Только в южной части атолла растёт сцевола, пальма и гелиотропы.
Со стороны океана в лагуну можно попасть через четыре узких пролива. Самый северный пролив, вырытый в 1924 году, теперь пересох. Два центральных — заблокированы рифами и скалами. Южный пролив, самый глубокий, также заблокирован рифами. Панамериканская авиакомпания вырыла широкий канал в южной части лагуны, чтобы обеспечить безопасность приземляющихся самолётов.
На острове гнездятся 23 вида птиц, включая буревестника, морских чаек, кроншнепа, золотых ржанок. Среди животных, встречающихся на Кантоне, можно встретить полинезийскую крысу, ящериц, краба-отшельника, черепах.

## История
Остров Кантон был открыт 5 августа 1824 года двумя британскими китобойными суднами: «Феникс» под командованием Джона Палмера и «Мэри» под командованием Эдварда Рида. Атолл был назван остров Мэри Баллкоттс (англ. Mary Ballcotts) в честь жены владельца судов.
Название «Кантон» остров получил позже по драматическим обстоятельствам. 4 марта 1854 года китобойное судно «Кантон» наскочило на рифы у атолла. Капитан Эндрю Дж. Уинг и экипаж судна после недолгого пребывания на острове, в конце концов, смогли эвакуироваться на спасательных лодках до острова Гуам. В честь этого события в 1872 году командир Р. У. Мид назвал атолл «Кантон».
Несмотря на то, что на остров предъявила права американская компания по добыче гуано, скорее всего, она не занималась на Кантоне его добычей. С 1885 по 1886 года незначительной разработкой этого ценного помёта морских птиц занималась компания Джона Т. Эрандела. В 1899 году остров был передан в аренду «Пасифик айленд компани», хотя опять добыча гуано не велась. В 1916 году Кантон был передан в аренду Самоанской корабельной и торговой компании. В результате была высажена плантация кокосовых пальм, но из-за засушливого климата деревья погибли.

Военная база США на острове Кантон,1946 год

Долгое время Кантон был предметом территориального спора между США и Британией. 6 августа 1936 года на Кантоне высадился экипаж британского корабля «Лейт», а 7 марта 1938 года — семь американских радиоинженеров и диспетчеров, которые развернули на острове лагерь. Это было последствием директивы Франклина Рузвельта, в которой указывалось, что остров Кантон и Эндербери находятся в ведении Департамента внутренних дел США. В результате на острове одновременно существовали американское и британское поселения. Конфликт был разрешён только после того, как между двумя странами был подписан договор, по котором острова Кантон и Эндербери объявлялись кондоминиумом Британии и США сроком на 50 лет.
Во время Второй мировой войны силами армии США на острове была построена взлётная полоса. Так Кантон стал промежуточным пунктом для военных самолётов, летевших в Австралию и Новую Зеландию также, как и форпостом для атаки на японскую армию, захватившую острова Гилберта.
В 1960 году на Кантоне была построена станция слежения за спутниками НАСА для проекта Меркурий, которая использовалась до ноября 1965 года. ВВС США продолжало использовать остров для слежения за пуском ракет до 1976 года. В этом году американцы окончательно покинули остров, и аэродром был заброшен. Британия также закрыла своё почтовое отделение на Кантоне, которое снова было открыто уже правительством Кирибати, которое после получения независимости переселило на остров часть жителей архипелага Гилберта.
В 2010 г. британский яхтсмен Алекс Бонд перегонял яхту с Гавайских островов на Фиджи и остановился на острове по пути. Там он застал 24 человека, находящихся в тяжелом положении уже несколько месяцев из-за скудности запасов еды, так как судно, снабжавшее остров, не пришло из-за поломки. Яхтсмен связался по спутниковому телефону с береговой охраной Англии, а те с береговой охраной США для оказания немедленной помощи островитянам.